# Паппул I
Паппул I (лат. Pappulus I; VI век) — епископ Женевы в середине VI века.

## Биография
О происхождении и ранних годах жизни Паппула I сведений не сохранилось. Его предшественником на епископской кафедре в Женеве был Максим, последнее достоверное свидетельство о котором относится к периоду между 518 и 523 годами.
Первое известие о Паппуле I как епископе Женевы датируется 14 мая 541 года, когда его посланник пресвитер Торибий участвовал в церковном соборе в Орлеане. Второе относится к 28 октября 549 года, когда священник Транквилл поставил от имени женевского епископа подпись под актами очередного Орлеанского собора. По каким причина Паппул I лично не участвовал в этих синодах, неизвестно.
В средневековых списках глав Женевской епархии (например, в наиболее раннем из сохранившихся средневековых списков глав местной епархии, созданном в XI веке при епископе Фредерике) преемниками Паппула I в следующее столетие названы епископы Григорий, Ницерий, Рустик, Патриций, Гуго, Андрей и Граэк, о которых ничего не известно. В то же время в этих каталогах отсутствуют епископы, о существовании которых известно из современных им исторических источников: Салоний II, Кариеттон и Абелен. На этом основании следующим после Паппула I достоверно существовавшим главой Женевской епархии считается Салоний II, ставший епископом не позднее 570 года.